# Stor kålsommerfugl
Stor kålsommerfugl (Pieris brassicae) er en sommerfugl i hvidvingefamilien. Den er udbredt i store dele af Europa og Asien. Sommerfuglen lever i dag overalt i det dyrkede land, men ses oftest i haver, hvor der ikke bruges bekæmpelsesmidler. Den kan være meget skadelig i haver og gartnerier, fordi dens larve spiser alle slags kål og efterlader kålplanterne som afpillede skeletter, kun med ribberne tilbage.

## Forekomst i Danmark
Arten er almindelig overalt i Danmark. Sommerfuglens hyppighed svinger meget hen over sommeren, det kan skyldes den lille snyltehveps Apanteles glomeratus, der kan inficere op til 90 % af kålsommerfuglens larver. Sommerfuglens overvintrende pupper dør hvis temperaturen bliver lavere end -22 grader, så en streng vinter kan bidrage til, at færre kålsommerfugle ses sommeren efter.

## Udseende
Både hun-sommerfuglen og han-sommerfuglen er hvid til hvidligt lysegul. Forvingernes spidser er sorte, og aftegningen er skarpt afgrænset. Herudover har den ofte sorte pletter bagtil på forvingerne. Vingefanget er cirka 50–64 mm, men kan variere meget efter generationen. Der kan ses store kålsommerfugle af 1. generation, der er lige så små som lille kålsommerfugl. Larver af den store kålsommerfugl er hårede og brogede i gule, sorte og grønlige nuancer, og er lettere at få øje på end larver af andre kålsommerfugle, som er grønne med enkelte gullige partier. Farvetegningen hos stor kålsommerfugl skal formentlig tolkes som advarselsfarver.
- Pieris brassicae ♂
- Pieris brassicae ♂  △
- Pieris brassicae ♀
- Pieris brassicae  ♀ △

## Livscyklus
Stor kålsommerfugl har op til 3 – 4 generationer over en sommer. De orangegule æg lægges i klynger på nedennævnte foderplanter. 10 – 12 dage senere klækkes de, og larverne kommer frem. Som noget usædvanligt blandt kålsommerfulge er larverne sociale i de første larvestadier, og reagerer livligt på forstyrrelser. Det er beskrevet i den videnskabelige litteratur, at larverne omkring 3. larvestadie vandrer fra blade til blomster på sennepsplanter, og udelukkende æder blomster i resten af deres larveliv. Om dette også gælder på andre værtsplanter er uvist. Efter 3 – 4 uger forpupper larverne sig. Er det sent på året, overvintrer puppen til næste sommer.

### Vandringer
Stor kålsommerfugl er kendt for at vandre i store flokke med flere millioner individer, en sådan sværm kan ligne en snestorm. I dag, hvor insekticider bruges som værn mod skadedyr, er den store kålsommerfugls imponerende træk blevet meget sjældne. Flyvetiden starter i maj og kan i varme år vare helt hen i oktober afhængig af antal generationer klækket det år.

## Foderplanter
Kål, strandkål, kålroe, tallerkensmækker, kiddike, reseda, strandsennep, raps, og andre korsblomster. Fælles for foderplanterne er, at de kan danne sennepsolier som kemisk forsvar. Kålormene undgår dannelse af dette forsvarsstof ved hjælp af et særligt protein, et nitrilspecificerende protein.